# Guingamp
Guingamp (bretonsko Gwengamp) je naselje in občina v severozahodni francoski regiji Bretanji, podprefektura departmaja Côtes-d'Armor. Leta 2007 je naselje imelo 7.661 prebivalcev.

## Geografija
Kraj leži v bretonski pokrajini Trégor ob reki Trieux, 32 km zahodno od središča Saint-Brieuc.

## Uprava
Guingamp je sedež istoimenskega kantona, v katerega so poleg njegove vključene še občine Coadout, Grâces, Moustéru, Pabu, Plouisy, Ploumagoar in Saint-Agathon z 22.136 prebivalci.
Naselje je prav tako sedež okrožja, v katerem se nahajajo kantoni Bégard, Belle-Isle-en-Terre, Bourbriac, Callac, Gouarec, Guingamp, Maël-Carhaix, Mûr-de-Bretagne, Plouagat, Pontrieux, Rostrenen in Saint-Nicolas-du-Pélem s 84.588 prebivalci.

## Zanimivosti
- bazilika Notre-Dame de Bon-Secours iz 11. do 16. stoletja,
- opatija sv. Križa, osnovana v prvi polovici 12. stoletja,
- grad bretonskega vojvode Petra II.,
- stadion Stade du ; na njem domuje nogometni klub En Avant de Guingamp,
- Guingamp je središče bretonskega plesa. V njem se vsako leta v mesecu avgustu prireja mednarodni festival plesa Festival de la Saint-Loup.

## Pobratena mesta
- Shannon / An tSionna (Munster, Irska);